# Emilio Neri
Emilio Neri (Belluno, 10 febbraio 1932) è un politico italiano.

## Biografia
Impiegato, impegnato in politica con la Democrazia Cristiana. Candidato al Senato alle elezioni del 1979, non risulta eletto, ma diventa senatore della VIII Legislatura nel novembre 1980 dopo la morte di Luigi Carraro. Ricandidato alle politiche del 1983 senza essere eletto, torna a Palazzo Madama nel luglio 1984 dopo il decesso di Antonio Bisaglia. Non viene rieletto neanche alle successive elezioni del 1987, ma anche in questo caso subentra al Senato durante il mandato, dopo la morte di un collega, Costante Degan, nel luglio 1988. Conclude definitivamente la propria esperienza parlamentare nel 1992.
Dopo lo scioglimento della Democrazia Cristiana, aderisce al Centro Cristiano Democratico, con cui è candidato alle elezioni europee del 1999 nella circoscrizione dell'Italia nord-orientale, senza essere eletto.
Ha ricoperto per vari mandati il ruolo di consigliere comunale a Zoppè di Cadore, restando in carica fino al 2000